# Dècada del 210 aC
La dècada del 210 aC comprèn el període que va des de l'1 de gener del 219 aC fins al 31 de desembre del 210 aC.

## Personatges destacats
- Antíoc III el Gran, rei selèucida (223 aC-187 aC)
- Filip V, rei de Macedònia (221 aC-179 aC)